# Peschadoires
Peschadoires est une commune française, située dans le département du Puy-de-Dôme en région Auvergne-Rhône-Alpes, près de Thiers. Les habitants de Peschadoires sont appelés les Pescadoriens.
Bien que n’appartenant pas à la même intercommunalité, Peschadoires est souvent reconnue comme la proche banlieue de Thiers.

## Géographie

### Localisation
| Orléat             |                  | Thiers    |
| Saint-Jean-d'Heurs | Peschadoires     |           |
| Bort-l'Étang       | Néronde-sur-Dore | Escoutoux |

Les communes limitrophes sont  Bort-l'Étang, Escoutoux, Néronde-sur-Dore, Orléat, Saint-Jean-d'Heurs et Thiers.

### Voies de communication et transports

#### Voies routières
Peschadoires est traversée par la route départementale 2089, ancienne route nationale 89 (axe Thiers – Clermont-Ferrand) ainsi qu'une partie de la route départementale 906 (axe Le Puy-en-Velay – Thiers – Vichy).
Quatre autres routes départementales traversent la commune : la RD 115 (vers Saint-Jean-d'Heurs), la RD 212 (vers Billom), la RD 224 (vers Maringues) et la RD 335.
L'autoroute A89 traverse également la commune au nord de celle-ci.

#### Ligne ferroviaire
Peschadoires possède une gare sur la ligne de Clermont-Ferrand à Saint-Just-sur-Loire : la gare de Pont-de-Dore, desservie par des trains TER Auvergne-Rhône-Alpes reliant les gares de Clermont-Ferrand et de Thiers. Une partie de la ligne de Saint-Germain-des-Fossés à Darsac traverse cette commune.

#### Transport en commun
Peschadoires est desservie par quatre lignes interurbaines (réseau Cars Région Puy-de-Dôme) gérées par la région Auvergne-Rhône-Alpes.
| Réseau                  | Ligne | Tracé                                                      |
| ----------------------- | ----- | ---------------------------------------------------------- |
| Cars Région Puy-de-Dôme | P01   | Clermont-Ferrand – Thiers – Chabreloche                    |
| Cars Région Puy-de-Dôme | P03   | Vichy – Thiers – Ambert – Arlanc                           |
| Cars Région Puy-de-Dôme | P06   | Peschadoires – Maringues – Clermont-Ferrand                |
| Cars Région Puy-de-Dôme | P35   | Peschadoires – Courpière – Clermont-Ferrand (à la demande) |

### Climat
Peschadoires, avec 16,6 °C, a une amplitude thermique annuelle plutôt moyenne en France métropolitaine, généralement typique du climat océanique. Cependant, située à l'est de la chaîne des Puys, elle possède d'importantes caractéristiques pluviométriques à caractère continental : de faibles précipitations hivernales (moins de 30 mm/mois), ainsi qu'un maximum de fin de printemps bien marqué (près de 80 mm en mai)[réf. souhaitée]. Par ailleurs, le nombre de jours de précipitations hivernales est faible pour un climat océanique (entre 10,7 en février et 12,5 en janvier). Tout ceci amène à considérer ce climat comme un mélange entre océanique et continental, soit un climat semi-continental[réf. nécessaire].
Peschadoires connaît un nombre de 1 913 heures annuelles d'ensoleillement (moyenne sur les années 1991 à 2010). Grâce à l'ombre pluviométrique de la chaîne des Puys, c'est aussi l'une des villes les plus sèches du pays (hors zone méditerranéenne).
Le record de froid date du 14 février 1929, avec -29 °C tandis que le record de chaleur, du 31 juillet 1983, est de 40,7 °C.
| Ville                           | Ensoleillement · (h/an) | Pluie · (mm/an) | Neige · (j/an) | Orage · (j/an) | Brouillard · (j/an) |
| ------------------------------- | ----------------------- | --------------- | -------------- | -------------- | ------------------- |
| Médiane nationale               | 1 852                   | 835             | 16             | 25             | 50                  |
| Peschadoires (Clermont-Ferrand) | 1 914                   | 579             | 20             | 29             | 25                  |
| Paris                           | 1 717                   | 634             | 13             | 20             | 26                  |
| Nice                            | 2 760                   | 791             | 1              | 28             | 2                   |
| Strasbourg                      | 1 747                   | 636             | 26             | 28             | 69                  |
| Brest                           | 1 555                   | 1 230           | 6              | 12             | 78                  |
| Bordeaux                        | 2 070                   | 987             | 3              | 32             | 78                  |

| Mois                                                            | jan.              | fév.             | mars             | avril            | mai               | juin             | jui.              | août             | sep.              | oct.               | nov.               | déc.               | année            |
| --------------------------------------------------------------- | ----------------- | ---------------- | ---------------- | ---------------- | ----------------- | ---------------- | ----------------- | ---------------- | ----------------- | ------------------ | ------------------ | ------------------ | ---------------- |
| Température minimale moyenne (°C)                               | −0,1              | 0,3              | 2,7              | 4,7              | 8,7               | 11,9             | 14                | 13,7             | 10,6              | 8                  | 3,3                | 0,8                | 6,6              |
| Température minimale moyenne la plus basse (°C) année du record | −7,3 1963         | −11,8 1956       | −1,7 1971        | 0,2 1938         | 5,4 1938          | 7,5 1923         | 10,7 1954         | 10,1 1924        | 6,3 1931          | 3,6 1974           | −0,3 1985          | −5,4 1933          | 4,5 1956         |
| Température minimale moyenne la plus haute (°C) année du record | 4,8 1936          | 5,1 1990         | 6,3 2001         | 7,6 1961         | 11,1 1999         | 17 2003          | 17,3 2006         | 17,3 2003        | 14,1 1949         | 11 2006            | 6,7 1994           | 4,7 2002           | 7,9 1994         |
| Température moyenne (°C)                                        | 3,7               | 4,8              | 7,9              | 10,2             | 14,4              | 17,7             | 20,3              | 20               | 16,5              | 12,8               | 7,3                | 4,4                | 11,7             |
| Température maximale moyenne (°C)                               | 7,6               | 9,2              | 13,1             | 15,7             | 19,9              | 23,4             | 26,5              | 26,1             | 22,3              | 17,6               | 11,4               | 8                  | 16,8             |
| Température maximale moyenne la plus basse (°C) année du record | −0,3 1987         | −2,2 1956        | 6,9 1925         | 10,8 1986        | 14,9 1984         | 19,5 1956        | 22,3 1936         | 21,8 1924        | 17,5 1931         | 10,2 1974          | 6,7 1985           | 1,3 1933           | 14,4 1956        |
| Température maximale moyenne la plus haute (°C) année du record | 11,8 1936         | 15,6 1990        | 18 1948          | 21 2007          | 23,2 2011         | 30,2 2003        | 30,6 1983         | 32,1 2003        | 27,9 1929         | 21,5 2001          | 15,3 2011          | 12,3 2000          | 18,3 2011        |
| Record de froid (°C) date du record                             | −23,1 5/01/1971   | −29 14/02/1929   | −21,3 11/03/1931 | −7,1 8/04/2003   | −3,6 1/05/1976    | 1 2/06/1975      | 3,8 3/07/1948     | 2,4 24/08/1980   | −3 24/09/1928     | −9,2 29/10/1993    | −11,8 23/11/1993   | −25,8 18/12/1933   | −29 14/02/1929   |
| Température maximale la plus basse (°C) date du record          | −11,9 16/01/1985  | −13,6 2/02/1956  | −3,8 5/03/1971   | 1,7 11/04/1986   | 4,7 4/05/1987     | 9,3 1/06/1962    | 13 7/07/1996      | 12,8 24/08/1993  | 10,3 30/09/1925   | 2,5 27/10/1931     | −2,9 19/11/1985    | −13 18/12/1933     | −13,6 2/02/1956  |
| Température minimale la plus haute (°C) date du record          | 12,5 19/01/2007   | 12,5 25/02/1997  | 15,2 11/03/1981  | 15 26/04/1969    | 18 25/05/2009     | 23,3 04/07/2015  | 21,9 26/07/1995   | 22,5 5/08/1946   | 22,6 13/09/1949   | 19 6/10/2009       | 15,7 1/11/1968     | 14,8 4/12/1961     | 22,6 12/06/1931  |
| Record de chaleur (°C) date du record                           | 22,1 30/01/2002   | 25,9 28/02/1960  | 26,6 25/03/1981  | 31,3 16/04/1949  | 33 17/05/1945     | 37,4 27/06/2011  | 40,6 31/07/1983   | 39,6 2/08/1946   | 36,8 16/09/1987   | 29,7 7/10/2009     | 24,1 2/10/1970     | 21,9 30/12/1925    | 40,6 31/07/1983  |
| Nombre de jours avec température minimale ≤ −10 °C              | 1,1               | 0,7              | 0                | 0                | 0                 | 0                | 0                 | 0                | 0                 | 0                  | 0,2                | 0,6                | 2,6              |
| Nombre de jours avec température minimale ≤ –5 °C               | 5,5               | 4,2              | 1,8              | 0,1              | 0                 | 0                | 0                 | 0                | 0                 | 0,1                | 1,5                | 3,7                | 16,9             |
| Nombre de jours avec gel                                        | 15,1              | 13,2             | 8,7              | 3,7              | 0,2               | 0                | 0                 | 0                | 0                 | 1,4                | 7,4                | 13,8               | 63,5             |
| Nombre de jours avec température maximale ≤ 0 °C                | 3,1               | 1,4              | 0,1              | 0                | 0                 | 0                | 0                 | 0                | 0                 | 0                  | 0,8                | 2,2                | 7,6              |
| Nombre de jours avec température maximale ≥ 25 °C               | 0                 | 0                | 0,2              | 0,8              | 4,9               | 11,1             | 19                | 17,1             | 8,8               | 1,8                | 0                  | 0                  | 63,7             |
| Nombre de jours avec température maximale ≥ 30 °C               | 0                 | 0                | 0                | 0                | 0,6               | 2,8              | 7,3               | 6,6              | 1,5               | 0                  | 0                  | 0                  | 18,8             |
| Nombre de jours avec température maximale ≥ 35 °C               | 0                 | 0                | 0                | 0                | 0                 | 0,2              | 0,9               | 1                | 0,1               | 0                  | 0                  | 0                  | 2,2              |
| Ensoleillement (h)                                              | 88,9              | 108,4            | 161,4            | 173,5            | 197,9             | 225,9            | 249,2             | 234,8            | 185,4             | 135,1              | 84                 | 69,2               | 1 913,7          |
| Ensoleillement le plus bas (h) année du record                  | 47 2001           | 60,7 1996        | 101,5 2001       | 114,6 2012       | 120,6 2013        | 131 1992         | 176,2 2014        | 169,8 2002       | 119,1 1995        | 49,2 1992          | 51,3 2004          | 36,5 1995          | 1 177,5          |
| Ensoleillement le plus élevé (h) année du record                | 142,3 2008        | 186,7 2008       | 240,8 2012       | 287,3 1997       | 281,9 2011        | 307,8 2006       | 306 2013          | 314,4 1991       | 268,9 1997        | 192,6 2001         | 141,5 2011         | 141,7 2013         | 2 811,9          |
| Record d'ensoleillement en 24 h (h)                             | 9,2               | 10,5             | 12,1             | 13,7             | 14,9              | 15,4             | 15,3              | 14,3             | 13,4              | 11                 | 9,5                | 8,3                | 15,4             |
| Nombre de jours sans ensoleillement                             | 7,5               | 5                | 2,5              | 2,5              | 2,1               | 0,9              | 0,4               | 0,5              | 1,4               | 3,4                | 6                  | 8,4                | 40,5             |
| Nombre de jours avec ensoleillement ≥ 1 h                       | 18,3              | 19,1             | 24,8             | 24,9             | 25,9              | 27,1             | 29,6              | 28,9             | 26,3              | 23,4               | 18,7               | 16,2               | 283,3            |
| Nombre de jours avec ensoleillement ≥ 5 h                       | 8,1               | 10,3             | 14,9             | 15,7             | 16,6              | 19,5             | 22,7              | 22               | 18,3              | 13,4               | 8,5                | 6,8                | 176,7            |
| Record de vent sur 10 minutes (km/h)                            | 3                 | 3,1              | 3,3              | 3,3              | 2,7               | 2,4              | 2,3               | 2,1              | 2,4               | 2,8                | 2,9                | 3,1                | 2,8              |
| Nombre de jours avec rafales ≥ 57,6 km/h                        | 6,3               | 4,9              | 5,5              | 5,4              | 2,9               | 2,3              | 2                 | 1,9              | 2,3               | 5,3                | 4,7                | 6,4                | 49,9             |
| Nombre de jours avec rafales ≥ 100,8 km/h                       | 0                 | 0,2              | 0,2              | 0,1              | 0                 | 0,1              | 0                 | 0                | 0,1               | 0,1                | 0,5                | 0,4                | 1,7              |
| Pression atmosphérique au niveau de la mer (hPa)                | 1 021,6           | 1 019,8          | 1 018,3          | 1 014,6          | 1 015,3           | 1 016,8          | 1 016,9           | 1 016,6          | 1 017,4           | 1 017,1            | 1 018              | 1 019,4            | 1 017,6          |
| Record de la pression la plus basse (hPa) date du record        | 986,6 6/1/1994    | 987,5 12/2/1979  | 987,3 31/3/1992  | 989,5 3/4/1987   | 992,4 5/5/2004    | 998,2 5/6/2002   | 1 002,6 10/7/2000 | 1 002,7 8/8/1997 | 994,8 19/9/1999   | 983,8 31/10/2003   | 978,7 9/11/2010    | 981,2 24/12/2009   | 978,7 9/11/2010  |
| Record de la pression la plus haute (hPa) date du record        | 1 043,7 21/1/1983 | 1 039,8 3/2/1999 | 1 045,4 4/3/1990 | 1 034,8 1/4/1995 | 1 030,9 21/5/1991 | 1 029,8 8/6/2005 | 1 027,9 16/7/2012 | 1 028 26/8/1981  | 1 031,8 29/9/1986 | 1 033,9 24/10/1973 | 1 039,6 22/11/1978 | 1 042,8 25/12/1991 | 1 045,4 4/3/1990 |
| Précipitations (mm)                                             | 26,7              | 21,8             | 25,8             | 53,4             | 76,8              | 72,9             | 54,9              | 61,9             | 65,6              | 49                 | 39,5               | 30,6               | 578,9            |
| Précipitations les plus basses (mm) année du record             | 2 2011            | 2,6 2012         | 0,5 1938         | 1,2 1955         | 10,2 1933         | 4,5 1976         | 1,9 1949          | 4,2 1933         | 4,4 1977          | 5,6 1969           | 6,5 1953           | 3,2 2001           | 353,4 1991       |
| Précipitations les plus hautes (mm) année du record             | 85,6 1982         | 69,2 1994        | 95,1 1959        | 131,2 1989       | 152,3 1983        | 249,2 1992       | 148,9 2014        | 190 1927         | 165,2 1994        | 171,7 1979         | 92,3 1941          | 75 1923            | 831,4 1927       |
| Record de pluie en 24 h (mm) date du record                     | 45,9 6/01/1982    | 25,2 3/02/1994   | 26,9 23/03/1977  | 60,8 26/04/1978  | 63,4 30/05/1934   | 57,6 26/06/1990  | 58,3 21/07/2010   | 76,8 24/08/1939  | 54,2 21/09/1992   | 66,5 10/10/1979    | 57,2 4/11/1994     | 43,2 24/12/1957    | 76,8 24/08/1939  |
| Nombre de jours avec précipitations                             | 12,5              | 10,7             | 11,4             | 13,2             | 15,1              | 11,9             | 9,7               | 10,4             | 10,7              | 12,1               | 12,9               | 12,1               | 142,9            |
| Le moins de jours avec précipitations année du record           | 1 1989            | 0 2012           | 0 1961           | 0 1955           | 0 1935            | 1 1976           | 0 1924            | 2 1962           | 1 1970            | 1 1969             | 1 1960             | 1 1926             | 61 1961          |
| Le plus de jours avec précipitations année du record            | 17 2004           | 13 1978          | 14 2001          | 18 1994          | 19 1977           | 17 1992          | 20 2014           | 15 1927          | 15 1933           | 17 1976            | 16 1923            | 17 1981            | 115 1932         |
| dont nombre de jours avec précipitations ≥ 1 mm                 | 6,3               | 5,3              | 6,4              | 8,8              | 10,6              | 8,7              | 6,4               | 7,5              | 6,8               | 7,3                | 7,1                | 6,1                | 87,4             |
| dont nombre de jours avec précipitations ≥ 5 mm                 | 1,5               | 1,1              | 1,4              | 3,3              | 5                 | 3,9              | 3,1               | 3,9              | 3,6               | 2,9                | 2,2                | 1,7                | 33,8             |
| dont nombre de jours avec précipitations ≥ 10 mm                | 0,2               | 0,3              | 0,4              | 1,3              | 2,3               | 2,4              | 1,8               | 1,8              | 1,9               | 1,3                | 0,9                | 0,7                | 15,3             |
| Nombre de jours avec neige                                      | 5,3               | 4,6              | 2,6              | 1,6              | 0,1               | 0                | 0                 | 0                | 0                 | 0                  | 2,1                | 3,6                | 19,5             |
| Nombre de jours avec grêle                                      | 0                 | 0,1              | 0                | 0,1              | 0,3               | 0,3              | 0,2               | 0,2              | 0,1               | 0                  | 0                  | 0                  | 1,3              |
| Nombre de jours d'orage                                         | 0                 | 0,1              | 0,1              | 1,3              | 5,2               | 5,5              | 5,4               | 6,4              | 2,9               | 1,1                | 0,3                | 0,2                | 28,5             |
| Nombre de jours avec brouillard                                 | 4,7               | 2,8              | 1,1              | 0,6              | 0,6               | 0,2              | 0,2               | 0,3              | 1,6               | 3,5                | 4,4                | 4,8                | 24,8             |
| Relevé pluviométrique en 2009 (mm)                              | 23,2              | 18               | 6,2              | 105,2            | 36,6              | 48,6             | 73,8              | 90,4             | 25                | 25                 | 20,6               | 37,4               | 510              |
| Relevé pluviométrique en 2010 (mm)                              | 19,4              | 22,4             | 32,5             | 30,6             | 84,7              | 140,9            | 91,8              | 31,4             | 76,2              | 84                 | 64,9               | 49,1               | 727,9            |
| Relevé pluviométrique en 2011 (mm)                              | 2                 | 16,8             | 42,2             | 13,2             | 60,9              | 42,1             | 98,8              | 69,2             | 37,2              | 31,5               | 57,4               | 38,5               | 509,8            |
| Relevé pluviométrique en 2012 (mm)                              | 25,1              | 2,6              | 12,3             | 69,9             | 93                | 57,2             | 54,4              | 59,3             | 46,8              | 38,2               | 12,2               | 27,2               | 498,2            |

| Diagramme climatique                                  |            |             |             |             |              |            |              |              |         |             |          |
| J                                                     | F          | M           | A           | M           | J            | J          | A            | S            | O       | N           | D        |
| 7,6−0,126,7                                           | 9,20,321,8 | 13,12,725,8 | 15,74,753,4 | 19,98,776,8 | 23,411,972,9 | 26,51454,9 | 26,113,761,9 | 22,310,665,6 | 17,6849 | 11,43,339,5 | 80,830,6 |
| Moyennes : • Temp. maxi et mini °C • Précipitation mm |            |             |             |             |              |            |              |              |         |             |          |

Le nombre de jours « avec chute de neige » par année est de 20. La pluviométrie est l'une des plus faibles de France avec 579 millimètres de précipitations par an ; les pluies provenant de l'ouest sont arrêtées par la chaîne des Puys (d'où les sources, comme celle de Volvic).
- Jours de pluie par an ≥ 1 mm (moyenne 1981-2010) : 87
- Jours de neige par an (moyenne 1971-2000) : 20
- Jours d'orage par an (moyenne 1971-2000) : 29
- Température la plus haute : 40,7 °C le 31 juillet 1983
- Année la plus chaude : 2011
- Année la plus ensoleillée : 1997 (2 219 h)
- Année la moins ensoleillée : 1993 (1 731 h)
- Température la plus basse : -29 °C le 14 février 1929
- Année la plus froide : 1956
- Année la plus sèche : 1991 (353 mm ou l/m2)
- Année la plus pluvieuse : 1927 (831 mm ou l/m2)[9],[10].

## Urbanisme

### Typologie
Au 1er janvier 2024, Peschadoires est catégorisée bourg rural, selon la nouvelle grille communale de densité à sept niveaux définie par l'Insee en 2022.
Elle appartient à l'unité urbaine de Thiers, une agglomération intra-départementale regroupant deux  communes, dont elle est une commune de la banlieue,,. Par ailleurs la commune fait partie de l'aire d'attraction de Thiers, dont elle est une commune de la couronne,. Cette aire, qui regroupe 19 communes, est catégorisée dans les aires de moins de 50 000 habitants,.

### Occupation des sols
L'occupation des sols de la commune, telle qu'elle ressort de la base de données européenne d’occupation biophysique des sols Corine Land Cover (CLC), est marquée par l'importance des territoires agricoles (55,3 % en 2018), en diminution par rapport à 1990 (60,5 %). La répartition détaillée en 2018 est la suivante : 
prairies (38,1 %), forêts (33,9 %), zones agricoles hétérogènes (14,8 %), zones urbanisées (8,1 %), milieux à végétation arbustive et/ou herbacée (2,7 %), terres arables (2,4 %). L'évolution de l’occupation des sols de la commune et de ses infrastructures peut être observée sur les différentes représentations cartographiques du territoire : la carte de Cassini (XVIIIe siècle), la carte d'état-major (1820-1866) et les cartes ou photos aériennes de l'IGN pour la période actuelle (1950 à aujourd'hui).

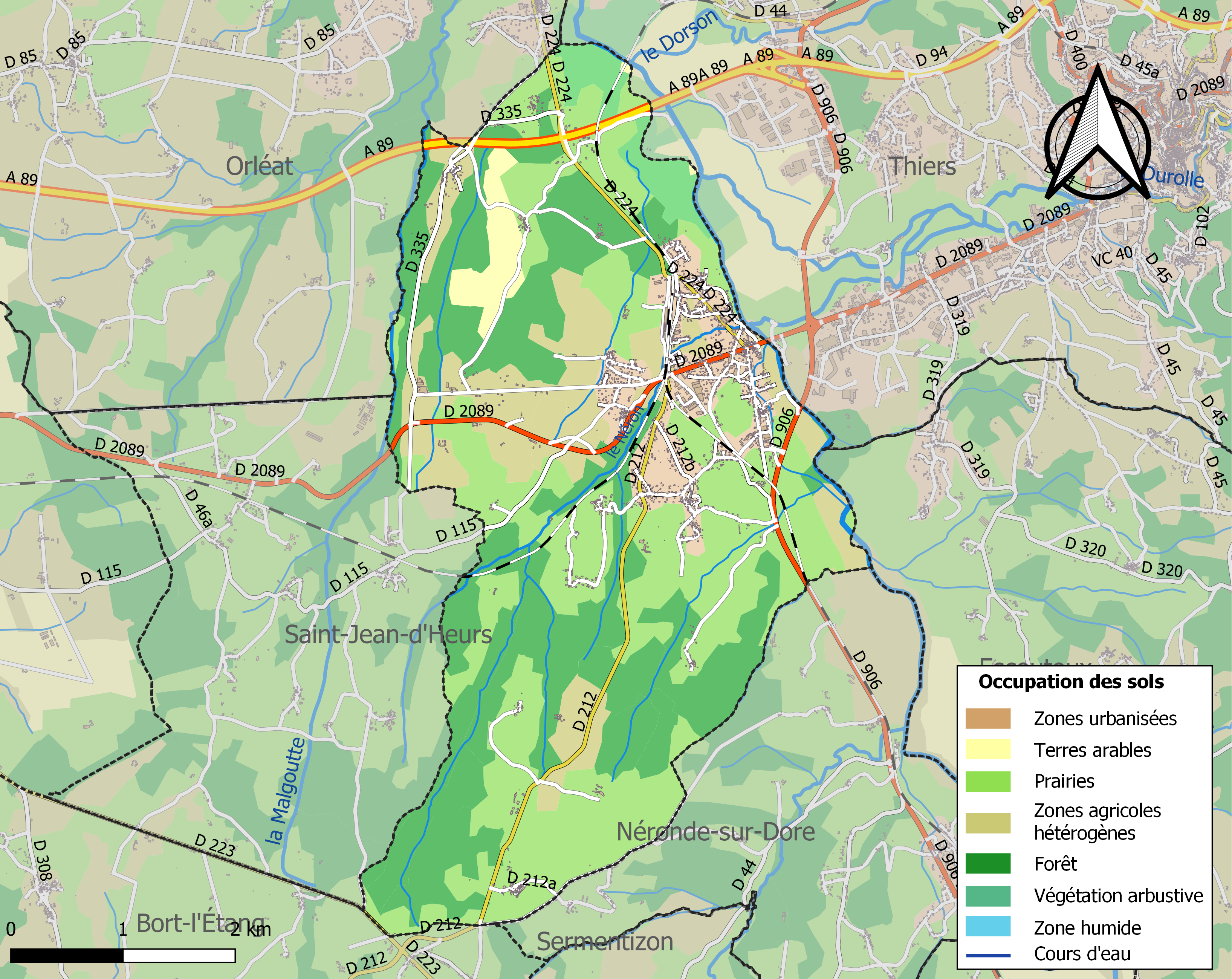
Carte des infrastructures et de l'occupation des sols de la commune en 2018 (CLC).

## Toponymie
De l'ancien occitan puis par l'occitan peschadoira, « pêcherie » ; dérivé du latin piscatoria.

## Histoire
La présence d'une motte castrale au centre du bourg de Peschadoires fait remonter l'origine de la commune au Xe siècle. À cette époque, une dizaine de bâtiments regroupés autour de cette motte constituaient le principal foyer de peuplement de la commune. Fouillée à de nombreuses reprises, la motte castrale a permis d'identifier des vestiges de barricades, témoins d'une période belliqueuse de l'histoire de Peschadoires. La commune n'a pris son nom actuel qu'aux alentours du XVIIe siècle. Durant l'époque du Moyen Âge, jusqu'à la Révolution, la commune était sous la coupe du canton limitrophe de Thiers.
Peschadoires était un important port de pêche sur la Dore il y a 2000 ans. La Dore permettait la navigation pendant quatre mois avec des barques à fond plat (les sapinières). La cité était alors le principal port de Thiers : on chargeait le produit des fabriques thiernoises à l’emplacement du pont actuel. Un chemin de halage (sur lequel passe le sentier) permettait aux mariniers d’aider à la remontée des bateaux.
Un essai de barrage pour construire une base de loisirs (voir les vestiges des piliers sur la Dore) avait été envisagée dans les années 1960, malheureusement l’élastique de Michelin destiné à retenir l’eau n’a duré que le temps de l’inauguration.
Pont de Dore (village de Peschadoires) a connu un essor économique et démographique grâce à la création du nœud ferroviaire Vichy–Le Puy et Lyon–Clermont De même le pont actuel sur la Dore qui fut édifié au XIXe siècle a permis la liaison routière avec les cités voisines dont celle de Thiers.
On peut observer au lieu-dit « Bernard » une grande cheminée de brique rouge où se trouvait une pompe à vapeur servant à remonter l’eau de la Dore jusqu’à la gare  pour le fonctionnement des locomotives à vapeur de l’époque.

## Politique et administration

### Liste des maires
| Période                                  | Période                    | Identité                | Étiquette | Qualité |
| ---------------------------------------- | -------------------------- | ----------------------- | --------- | --- |
| Les données manquantes sont à compléter. |                            |                         |           | |
| 1800                                     | 1802                       | N. Découzon-Verdier     |           | |
| 1802                                     | 1811                       | Louis Découzon          |           | |
| 1811                                     | 1813                       | Grégoire Chassaigne     |           | |
| 1813                                     | 1816                       | Michel Découzon         |           | |
| 1816                                     | 1822                       | Annet Ravel             |           | |
| 1822                                     | 1830                       | François Chaize         |           | |
| 1830                                     | 1831                       | Annet Ravel             |           | |
| 1831                                     | 1849                       | Henry Courcon-Pélocieux |           | |
| 1849                                     | 1871                       | Claude Morel            |           | |
| 1871                                     | 1882                       | François Retru-Amblard  |           | |
| 1882                                     | 1888                       | Antoine Chaize          |           | |
| 1888                                     | 1891                       | Jean Dulier             |           | |
| 1891                                     | 1892                       | Victor Bonnieux         |           | |
| 1892                                     | 1900                       | François-Alfred Dulier  |           | Juge de paix à Courpière |
| Les données manquantes sont à compléter. |                            |                         |           | |
| mars 2001                                | mars 2008                  | Claude Sauzedde         | UDF       | , maire honoraire |
| mars 2008                                | En cours (au 29 août 2020) | Florent Moneyron,       | PS        | Commerçant Conseiller général puis départemental de Lezoux (depuis 2011) Président de la CC Entre Dore et Allier (2014-2020) 1er vice-président de la CC Entre Dore et Allier (depuis 2020) |

### Jumelages
La commune de Peschadoires est jumelée avec Pezzaze, village italien, situé dans la province de Brescia et la région de Lombardie.

## Population et société

### Démographie
L'évolution du nombre d'habitants est connue à travers les recensements de la population effectués dans la commune depuis 1793. Pour les communes de moins de 10 000 habitants, une enquête de recensement portant sur toute la population est réalisée tous les cinq ans, les populations de référence des années intermédiaires étant quant à elles estimées par interpolation ou extrapolation. Pour la commune, le premier recensement exhaustif entrant dans le cadre du nouveau dispositif a été réalisé en 2005.

En 2022, la commune comptait 2 103 habitants, en évolution de −0,8 % par rapport à 2016 (Puy-de-Dôme : +2,1 %, France hors Mayotte : +2,11 %).
| 1793 | 1800 | 1806 | 1821 | 1831 | 1836  | 1841 | 1846 | 1851 |
| ---- | ---- | ---- | ---- | ---- | ----- | ---- | ---- | ---- |
| 880  | 727  | 738  | 759  | 797  | 1 023 | 827  | 844  | 900  |

| 1856  | 1861  | 1866 | 1872  | 1876  | 1881  | 1886  | 1891  | 1896  |
| ----- | ----- | ---- | ----- | ----- | ----- | ----- | ----- | ----- |
| 1 043 | 1 015 | 992  | 1 146 | 1 132 | 1 182 | 1 168 | 1 110 | 1 114 |

| 1901  | 1906  | 1911  | 1921  | 1926  | 1931  | 1936  | 1946  | 1954  |
| ----- | ----- | ----- | ----- | ----- | ----- | ----- | ----- | ----- |
| 1 087 | 1 098 | 1 104 | 1 139 | 1 283 | 1 384 | 1 337 | 1 276 | 1 265 |

| 1962  | 1968  | 1975  | 1982  | 1990  | 1999  | 2005  | 2006  | 2010  |
| ----- | ----- | ----- | ----- | ----- | ----- | ----- | ----- | ----- |
| 1 312 | 1 413 | 1 539 | 1 695 | 1 856 | 1 943 | 1 997 | 2 011 | 2 111 |

| 2015  | 2020  | 2022  | - | - | - | - | - | - |
| ----- | ----- | ----- | - | - | - | - | - | - |
| 2 120 | 2 115 | 2 103 | - | - | - | - | - | - |

## Culture locale et patrimoine

### Lieux et monuments
- Église du XIIIe siècle.
- Ruines d'un château à motte.
- Ancienne croix.
- Traces de sépultures médiévales en aval du lieu-dit « Bournon ».

### Patrimoine naturel
La commune de Peschadoires est adhérente du parc naturel régional Livradois-Forez.

### Personnalités liées à la commune
- Zooey Deschanel : la famille de l'actrice américaine possède une propriété sur la commune. Son grand-père, un commerçant originaire de la région lyonnaise[28], venait souvent en villégiature sur la commune pour sa tranquillité et sa proximité avec la ville de Thiers.

### Langue locale
Peschadoires, s'inscrivant historiquement dans le système linguistique de l'occitan auvergnat fait partie du sous-dialecte du parler thiernois et en forme sa limite ouest.

## Divers
- Une anecdote remarquable concernant la commune est liée à sa démographie : lors du passage à l'an 2000, le nombre d'habitants de Peschadoires était exactement de deux mille personnes. Le nombre d'habitants est ensuite redescendu à 1 997 en 2005.
- Un hameau situé sur la commune de Saint-Ours, dans le même département, est également appelé « Peschadoires ».
- Du fait de sa phonétique proche de la ville de Peshawar (Pakistan), de nombreux colis humanitaires sont acheminés par erreur à la Poste de Peschadoires. Ces colis sont ensuite redistribués aux personnes âgées de la commune, lors des fêtes de fin d'année.